# Prendwick
Prendwick är en ort i civil parish Alnham, i grevskapet Northumberland i England. Orten är belägen 18 km från Alnwick. Prendwick var en civil parish 1866–1955 när det uppgick i Alnham. Civil parish hade 19 invånare år 1951.